# Lara Cardella
Pour les articles homonymes, voir Cardella.
Lara Cardella, née le 13 novembre 1969 à Licata, est une romancière italienne. Elle est l'auteur du roman Je voulais des pantalons paru en 1989, qui s'est vendu à deux millions d'exemplaires dans le monde,,.